# Christos Charalampous
Christos Charalampous (in greco: Χρίστος Χαραλάμπους; Limisso, 3 ottobre 1981) è un ex calciatore cipriota, di ruolo centrocampista.

## Carriera
Ha esordito nel massimo campionato cipriota nel 2005 con la maglia dell'AEL Limassol. Ceduto nell'estate dell'anno successivo in Grecia, farà ritorno all'AEL tre anni più tardi. Dal 2010 gioca nell'Aris Limassol